# Encapsulated PostScript
EPS (англ. Encapsulated PostScript) — формат файлів, розроблений компанією Adobe Systems, закодований в машинні коди графічний файл який описано мовою програмування PostScript. Використовується переважно для друку. Містить як векторну інформацію так і растрову.
До восьмої версії Adobe Illustrator'а цей формат використовувався як внутрішній. Подальшу розробку формату припинено. Логічним продовженням формату EPS є формат PDF (Portable Document Format).